# Steevy Boulay
Pour les articles homonymes, voir Boulay.
Steevy Boulay, né le 19 février 1980 à Lille, est un chroniqueur de radio et de télévision et comédien français. Il s'est fait connaître en participant à la première émission de téléréalité à succès en France, Loft Story (2001), puis en intervenant dans de nombreuses émissions de Laurent Ruquier.

## Biographie

### Enfance et jeunesse
Il est le fils de Daniel Boulay (1956-2011), né à Teloché dans la Sarthe et de Zohra, d'origine algérienne, originaire de Mostaganem. 
Lorsqu'il a 4 ans, ses parents se séparent. Il noue alors une relation forte avec sa mère, chez laquelle il vit avec sa sœur, Aurélie, plus jeune de deux ans,. Il habite au Mans, dans la Sarthe, ville à laquelle il reste très attaché. Malgré des conditions de vie très modestes, il mène une enfance heureuse. C'est un enfant plutôt introverti, renfermé et solitaire, mais à l'adolescence, il sort de son cocon,,,.
Lorsque ses professeurs l'interrogent sur ce qu'il veut faire plus tard, il répond invariablement : « Commencer derrière les caméras, finir devant ». Passionné par la télévision, il passe un BEP audiovisuel.
En 1999, il décide de partir à Londres. Il devient barman du « Village », un célèbre bar gay de Soho. Après six mois passés à Londres, il revient en France et travaille notamment pendant deux ans dans une boîte de nuit branchée du Mans, « Le Divino », où il est barman,. Rêvant de strass et de paillettes, il participe, à l'âge de 21 ans, à la première émission de téléréalité française, Loft Story sur M6,.
Steevy Boulay déclare être homosexuel, catholique et politiquement de droite.

### Loft Story
Steevy se fait connaître du grand public le 2 avril 2001 en participant à la première saison de l'émission Loft Story sur M6. Cette émission de téléréalité, première du genre en France, connaît un succès retentissant. Le programme devient un phénomène de société dont toute la France parle. Steevy est le quatrième candidat éliminé, le 24 mai 2001, mais son passage dans Loft Story est très remarqué, notamment grâce à son look (cheveux peroxydés) et son inséparable peluche Bourriquet. L'hebdomadaire Télé 7 jours le met en couverture, avec le titre « Génération Steevy ». Ce séjour d'un mois dans Loft Story le propulse au rang de célébrité nationale. Un livre, publié le 14 novembre 2001 par Patrick Ledrappier, lui est entièrement consacré.
À cette époque, on ne le connaît encore que par son prénom, Steevy, que l'on associe souvent au nom de l'émission : « Steevy du Loft ».

### Radio et télévision
Grâce au fort retentissement médiatique de Loft Story, Steevy se voit offrir, le jour de son élimination, pendant le direct de l'émission, un poste d'animateur sur une chaîne du groupe M6, Fun TV. Il devient animateur de Fun Steevy, diffusé tous les mercredis sur Fun TV, de la rentrée 2001 à l'été 2002. À partir d'octobre 2001, son émission est simultanément diffusée sur M6 et s'appelle Génération Steevy.

#### Collaboration avec Laurent Ruquier
Mais une rencontre décisive lance la carrière de Steevy Boulay : juste après sa sortie de Loft Story, Laurent Ruquier, intrigué par ce personnage, l'invite dans son émission On va s'gêner sur Europe 1. Étonné et séduit par sa candeur, sa sympathie et son potentiel comique, Laurent Ruquier décide de le prendre dans son équipe de chroniqueurs,. Steevy Boulay fait désormais partie de la bande à Ruquier.
Dès juin 2001, il rejoint l'équipe des chroniqueurs d’On va s'gêner sur Europe 1 jusqu'à l'arrêt de l'émission le 23 juin 2014.
De 2003 à 2007, il fait partie de l'équipe de chroniqueurs d’On a tout essayé, émission quotidienne présentée par Laurent Ruquier en access prime-time sur France 2. De janvier 2008 à juin 2008, il participe à l'émission On n'a pas tout dit, présentée également par Laurent Ruquier en access prime-time sur France 2.
De février 2010 à décembre 2010, il apparaît dans l'émission télévisée On va s'gêner, diffusée tous les premiers mercredis du mois en prime time sur France 4.
De janvier à mars 2014, il participe à L'Émission pour tous, présentée par Laurent Ruquier sur France 2 en access prime-time.
Le 16 septembre 2014, il rejoint Les Grosses Têtes sur RTL. Il suit ainsi Laurent Ruquier, ce dernier ayant quitté Europe 1 pour prendre la succession de Philippe Bouvard à la présentation de l'émission de radio.

#### Autres activités à la radio et à la télévision
En juillet 2008, Steevy Boulay joue dans un épisode de la série de TF1, Sous le soleil (saison 13, épisode 38 : Un bébé à tout prix). Il interprète un propriétaire de boîte de nuit.
Le 23 août 2008, il participe au jeu télévisé Fort Boyard sur France 2 avec, entre autres, Brian Joubert et Élodie Gossuin.
Entre janvier 2011 et février 2011, il participe à l'émission Les Anges de la téléréalité : Los Angeles (saison 1), diffusée sur NRJ 12, en tant qu'ancien candidat de téléréalité,.
Du 22 août 2011 au 14 décembre 2011, il est chroniqueur dans l'émission quotidienne Morandini ! sur Direct 8. Cette collaboration, initialement prévue jusqu'en juillet 2012, prit fin prématurément en raison de conflits avec l'animateur, Jean-Marc Morandini,.
En août 2013, Steevy Boulay participe de nouveau au jeu télévisé Fort Boyard. Son équipe réalise alors le meilleur gain de la saison 2013 : 20 790 euros.
Depuis le 12 avril 2021, il est chroniqueur dans l'émission Touche pas à mon poste ! sur C8.

#### Gérard de la télévision
Steevy Boulay est lauréat de deux Gérard de la télévision. En 2006, il obtient le « Gérard du pire animateur ou chroniqueur, aux capacités intellectuelles contrariées ». En 2010, il reçoit le « Gérard de l'animateur qui porte bien son nom ».

### Théâtre
En 2002, Laurent Ruquier écrit une pièce de boulevard, La presse est unanime, spécialement pour sa complice, Isabelle Mergault. Au départ, les autres personnages de la pièce devaient également être joués par des acteurs « professionnels » mais Laurent Ruquier décide de lancer le défi à ses chroniqueurs et leur met le pied à l'étrier. Steevy Boulay décroche l'un des six rôles de la pièce et fait ainsi ses débuts de comédien,. Ses partenaires sur scène sont notamment Isabelle Mergault, Gérard Miller, Isabelle Alonso, Raphaël Mezrahi et Claude Sarraute. Il joue un attaché de presse efféminé et caricatural, Kévin Vautier, chargé d'assurer la promo d'un film d'une actrice, Stéphanie Grumet (Isabelle Mergault), en pleine tempête médiatique et conjugale. La pièce est mise en scène par Agnès Boury. Elle a été jouée en 2002 et 2003 au théâtre des Variétés à Paris et en tournée en France, en Suisse et en Belgique. Il existe une captation de la pièce en DVD,.
En 2007 et 2008, Steevy Boulay interprète Le P'tit Trésor à La Grande Comédie (Paris), une pièce de Jean-Yves Rogale. Il joue le rôle de Kévin, un jeune homme en pleine crise suicidaire, pris en otage par un fugitif. Et comme un otage mort, ça ne sert plus à rien, le malfaiteur doit d'abord négocier avec ce petit trésor imprévisible et capricieux. Jean-Yves Rogale a écrit cette comédie pour Steevy Boulay. Il joue avec Princess Erika et Vincent Azé. Mise en scène d'Anne Beaumont,.
En 2009, Steevy Boulay joue dans Ma femme est folle de Jean Barbier, avec notamment Georges Beller, Sonia Dubois et Indra. Cette comédie a été mise en scène par Jean-Pierre Dravel et Olivier Macé, au théâtre des Nouveautés à Paris. Steevy Boulay joue le rôle d'un comptable gay, dévoué corps et âme à son patron. La pièce est retransmise en direct sur Paris Première le 13 juin 2009. Elle est disponible en DVD.
En 2011 et 2012, il interprète le rôle de Loïc dans Les Amazones, une comédie de Jean-Marie Chevret, mise en scène par Jean-Pierre Dravel et Olivier Macé. Ses partenaires sont Fiona Gélin, Sonia Dubois, Michèle Garcia et Olivier Bénard. Il joue la pièce en tournée en France, en Suisse et en Belgique. Dans des distributions précédentes, le rôle de Loïc fut joué par Aurélien Wiik (2003) et Édouard Collin (2006 et 2007).
En 2016, il fait son retour sur les planches dans Numéro complémentaire.
En 2021, il joue en tournée dans la pièce Les Beaux-pères d'Arnaud Cermolacce, mise en scène par Anthony Marty, avec Jean-Pierre Castaldi et Philippe Beglia.

### Littérature
Le 1er septembre 2016, Steevy Boulay publie son premier roman, Le Devoir avant tout, aux éditions Libra Diffusio,.

### Titres et récompenses
Le 9 juin 2015, Steevy est fait ambassadeur et citoyen d'honneur de la ville du Mans, lors d'une cérémonie dans les salons d'honneur de la mairie, en présence d'une partie de l'équipe des Grosses Têtes de RTL.

### Autres activités
En 2001, après sa sortie de Loft Story, Steevy Boulay défile pour Jean-Paul Gaultier. Loana, la gagnante de Loft Story, fait également partie du défilé.
En 2003, il apparaît dans le DVD de sketchs Pour toi, public, de l'humoriste Franck Dubosc.
Été 2005, Virgin, la maison de disque de Boy George, fait appel à lui pour tourner le clip de Do You Really Want to Hurt Me (version remix 2005). Il incarne un garagiste victime d'homophobie.
Dans la BD Himalaya Vaudou de Fred Bernard et Jean-Marc Rochette, parue en septembre 2009 aux Éditions Drugstore, le personnage de Jimmy, jeune tête à claque du PAF, est manifestement une caricature de Steevy Boulay.
Le 8 mars 2013, Steevy Boulay ouvre une discothèque dans le centre-ville du Mans. Il l'appelle « La Loge », en référence à « La Loge d'honneur », une séquence de l'émission On va s'gêner, dans laquelle Laurent Ruquier recevait un invité. Steevy Boulay est le directeur de la boîte de nuit, Aurélien Verrier est le gérant. Une grande soirée d'inauguration est organisée le 30 avril 2013, en présence, notamment, de Laurent Ruquier, d'une vingtaine de personnalités de la bande à Ruquier et du maire du Mans, Jean-Claude Boulard,. Le 13 mai 2015, il ouvre avec une associée une seconde discothèque située place d'Alger au Mans, ayant pour enseigne Loft Factory, ce qui est un clin d'œil à ses débuts dans l'émission Loft Story.
Il interprète le rôle de Steve Duteil dans l'épisode La Reine des glaces de la série Capitaine Marleau sur France 3 diffusé en octobre 2020,.
Passionné de jardinage, il ouvre son magasin Hautjardin Steevy en 2023.

### Soutien politique
En 2006, Steevy Boulay rejoint l'UMP, en qualité de militant. Il soutient publiquement Nicolas Sarkozy lors de la campagne présidentielle de 2007, à tel point que le CSA suggéra de comptabiliser ses temps de parole sur France 2 pour le compte de l'UMP. Il participe à quelques meetings de l'UMP en 2006 et 2007. Le 6 mai 2007 au soir, il apparaît sur la scène de la place de la Concorde à Paris pour fêter la victoire de Nicolas Sarkozy.
Ce soutien politique lui vaut d'être brocardé par Les Guignols de l'info, qui créent une marionnette le caricaturant le 2 décembre 2006,.
Lors de l'émission On va s'gêner du 27 août 2012, il annonce avoir changé et ne plus avoir sa carte à l'UMP. En 2014, il indique ne plus soutenir Nicolas Sarkozy.
En 2016, à l'occasion de la sortie de son roman intitulé Le Devoir avant tout, il déclare être royaliste légitimiste,.

## Carrière à la radio
- 2 juin 2001 - 2 juin 2014 : On va s'gêner sur Europe 1 : chroniqueur
- Depuis le 16 septembre 2014 : Les Grosses Têtes sur RTL : sociétaire

## Carrière à la télévision
- Du 26 avril 2001 au 24 mai 2001 : Loft Story (saison 1) sur M6 : candidat
- De la rentrée 2001 à l'été 2002 : Fun Steevy sur Fun TV et Génération Steevy sur M6 : animateur
- De 2003 à 2007 : On a tout essayé sur France 2 : chroniqueur
- Du 2 janvier 2008 à 2 juin 2008 : On n'a pas tout dit sur France 2 : chroniqueur
- Août 2008 et août 2013 : Fort Boyard sur France 2 : candidat
- De 2 janvier 2010 à 2 décembre 2010 : On va s'gêner sur France 4 : chroniqueur
- De 2 janvier 2011 à 2 février 2011 : Les Anges de la téléréalité : Los Angeles (saison 1) sur NRJ 12 : participant
- Du 22 août 2011 au 14 décembre 2011 : Morandini ! sur Direct 8 : chroniqueur
- 2013 : Tout le monde aime la France sur TF1
- De 2 janvier 2014 à 2 mars 2014 : L'Émission pour tous sur France 2 : chroniqueur
- 2015 : L'Académie des neuf sur NRJ 12 : candidat
- 2016 : L'Œuf ou la Poule ? sur D8 : participant
- 2017 : Le Grand Blind Test sur TF1 : participant
- En 2020 : rôle secondaire dans l'épisode de la série  Capitaine Marleau  La Reine des glaces sur France 3
- En 2021 il participe l' émission spéciale Loft Story fête ses 20 ans ! sur C8 et les documentaires Les 20 ans de la télé-réalité et Du loft à Secret Story sur TMC
- 2021 : Un dîner presque parfait - spéciale 20 ans de Loft Stoy sur W9 : candidat
- 2021 : Touche pas à mon poste ! sur C8 : chroniqueur
- 2025 : Le Grand Concours sur TF1 : candidat

## Carrière au théâtre
- 2002 – 2003 : La presse est unanime de Laurent Ruquier, mise en scène Agnès Boury, Théâtre des Variétés[27]
- 2007 – 2008 : Le P'tit Trésor de Jean-Yves Rogale, mise en scène Anne Beaumont, La Grande Comédie[28]
- 2009 : Ma femme est folle de Jean Barbier, mise en scène Jean-Pierre Dravel et Olivier Macé, Théâtre des Nouveautés[31]
- 2011 – 2012 : Les Amazones de Jean-Marie Chevret, mise en scène Jean-Pierre Dravel et Olivier Macé[7]
- 2016 : Numéro complémentaire de Jean-Marie Chevret, mise en scène Olivier Macé et Jean-Pierre Dravel, tournée[33]
- 2021 : "Les Beaux-pères" d'Arnaud Cermolacce, mise en scène par Anthony Marty, avec Jean-Pierre Castaldi et Philippe Beglia. (Tournée)
- 2024-2025 : Les Cabotines de Bruno Druart, théâtre de Longjumeau puis tournée